# Jean Swank
Jean Hebb Swank est une astrophysicienne connue pour ses études sur les trous noirs et les étoiles à neutrons.

## Jeunesse et éducation
Swank obtient un baccalauréat ès arts en physique du collège Bryn Mawr en 1961. Deux de ses professeurs de physique à Bryn Mawr sont des anciens de Caltech. Ils influencent sa décision de suivre des études supérieures au California Institute of Technology. Sous la direction de Steve Frautschi (en), elle obtient son doctorat en physique en 1967 avec une thèse intitulée « Radiative Corrections to Neutrino-Electron Interactions (Corrections radiatives des interactions neutrino-électron) ».

## Carrière d'enseignante
Swank enseigne la physique en tant que professeur adjoint à l'université d'État de Californie à Los Angeles de 1966 à 1969. Après son mariage, Swank déménage dans l'Illinois où elle enseigne à l'université d'État de Chicago de 1969 à 1971,.
En 1971, Swank et son mari partent à Ankara, en Turquie, pour rejoindre la faculté de l'université technique du Moyen-Orient en tant que professeurs adjoints. Là, elle rencontre Hakkı Boran Ögelman, un chercheur en astrophysique des hautes énergies et chef du département de physique à l'époque qui est impliqué dans le groupe d'astronomie des rayons gamma au Goddard Space Flight Center. Grâce à lui, Swank apprend l'existence des expériences en cours de développement pour le huitième observatoire solaire orbital (OSO-8) qui doit être lancé en 1975. Après son retour aux États-Unis, Swank demande et reçoit une bourse postdoctorale à Goddard.

## Carrière à la NASA
Swank est d'abord associée à la NASA en tant qu'associé de recherche résident pour l'académie nationale des sciences National Research Council (NAS / NRC) dans la branche d'astrophysique des rayons X située au Goddard Space Flight Center.
Swank est chercheure principale du Proportional Counter Array (PCA) et la scientifique du projet Rossi X-ray Timing Explorer lancé en décembre 1995. En 1999, Swank reçoit le Prix Bruno-Rossi avec Hale Bradt pour leurs rôles clés dans le développement du Rossi X-Ray Timing Explorer, et « pour les découvertes importantes qui en résultent liées aux observations à haute résolution temporelle d'objets astrophysiques compacts ».
Swank est nommée chercheure principale du projet Gravity and Extreme Magnetism Explorer (GEMS) de la NASA. La mission GEMS est annulée en 2012 en raison de coûts prévus de 20 à 30 % supérieurs au budget.
Tout au long de sa carrière au Goddard Space Flight Center, Swank concentre ses recherches sur l'observation et l'analyse des émissions de rayons X des trous noirs et des étoiles à neutrons. Elle est élue membre de la société américaine de physique en 1993. Elle écrit ou co-écrit plus de 300 articles scientifiques publiés dans des revues scientifiques ou par la NASA au cours de sa carrière. En juin 2013, Swank reçoit la médaille du service distingué de la NASA.
Swank prend sa retraite en 2013. Le Goddard Space Flight Center la répertorie comme scientifique émérite dans sa notice biographique.
Elle est élue Legacy Fellow de l'union américaine d'astronomie en 2020.

## Vie privée
Alors qu'elle participe à un programme de recherche d'été à l'université du Maryland, elle rencontre Lowell James Swank, un autre physicien. Ils se marient en 1969 après que celui-ci a accepté un poste au National Accelerator Laboratory dans l'Illinois, tandis qu'elle-même enseigne à l'Université d'État de Chicago.